# Dambach-la-Ville
Dambach-la-Ville (Duits:Dambach (Stadt)) is een stadje en gemeente in het Franse departement Bas-Rhin in de regio Grand Est. De gemeente telde 2.186 inwoners op 1 januari 2022.

## Geschiedenis
De gemeente maakte deel uit van het arrondissement Sélestat dat in 1974 fuseerde met het arrondissement Erstein tot het arrondissement Sélestat-Erstein.
Dambach-la-Ville maakte deel uit van het kanton Barr tot het op 22 maart 2015 werd opgeheven en de gemeenten werden opgenomen in het kanton Obernai.

## Geografie
De oppervlakte van Dambach-la-Ville bedraagt 28,83 vierkante kilometer; Op 1 januari 2022 was de bevolkingsdichtheid 75,8 inwoners per km².

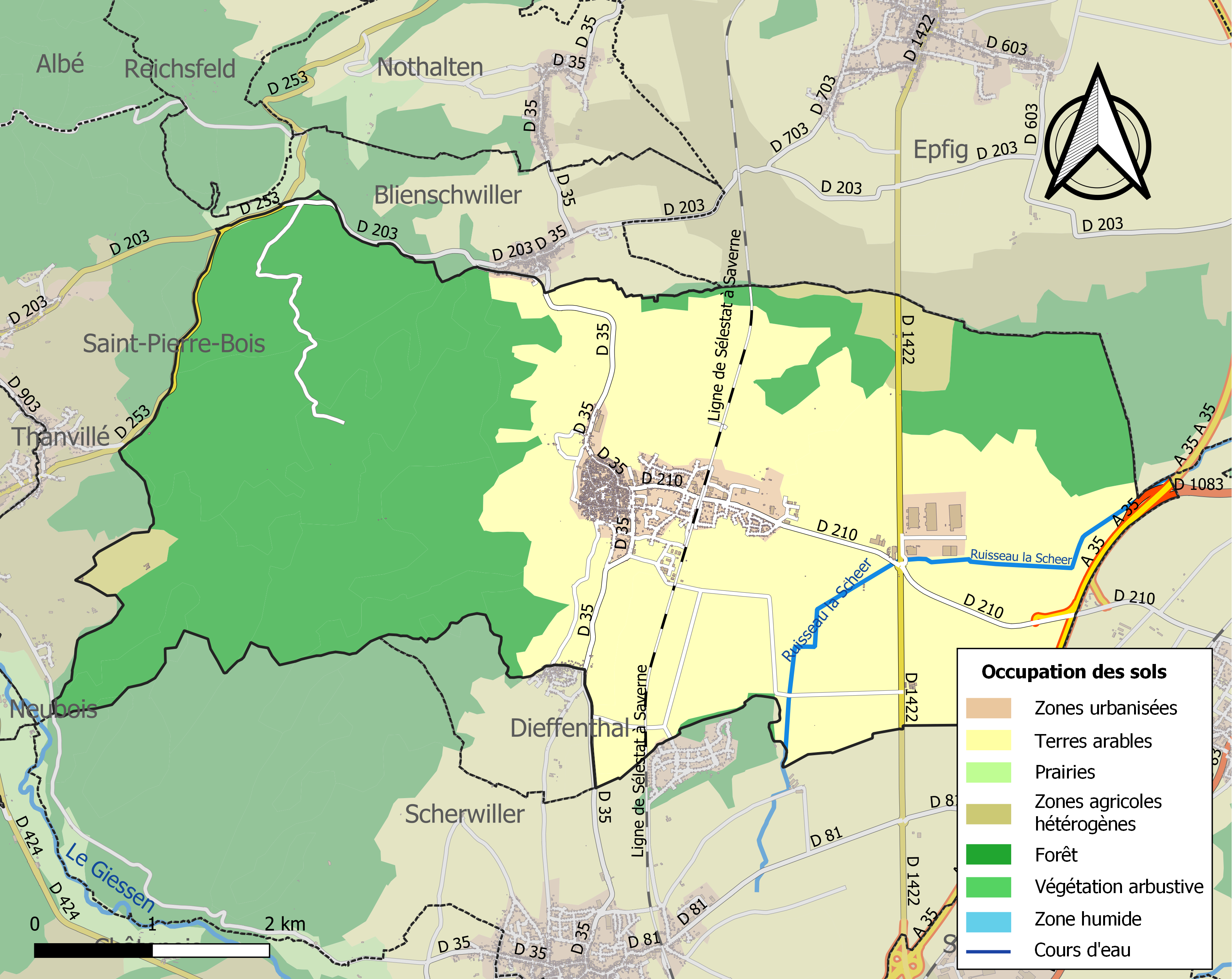
Kaart van de gemeente met de belangrijkste infrastructuur, bodemgebruik en omliggende gemeenten

## Demografie
Onderstaande figuur toont het verloop van het inwonertal.

## Bezienswaardigheden
- Kasteel Bernstein